# Michaela Seewald
Michaela Seewald (* 20. července 1979 Vranov nad Topľou) je slovenská podnikatelka, vydavatelka a CEO multimediální společnosti V24 Media.

## Život a vydavatelská činnost
Narodila se ve Vranově nad Topľou na východním Slovensku. Středoškolské vzdělání absolvovala na Gymnáziu Cyrila Daxnera. Právo vystudovala na Právnické fakultě Univerzity Karlovy v Praze, kde získala titul doktorky práv. V letech 2006 až 2010 působila jako právnička v advokátní kanceláři JUDr. Filip Winter, kde se specializovala na právo duševního vlastnictví. Od roku 2008 je členkou České advokátní komory. V roce 2012 založila advokátní kancelář SV Law zaměřenou na právní poradenství v oblasti médií, módy a technologií.
Koncem roku 2017 založila společnost V24 Media, která pod jejím vedením získala v roce 2017 od vydavatelství Condé Nast licenci k vydávání české a slovenské mutace magazínu Vogue. První číslo Vogue CS vyšlo v září 2018 s českou topmodelkou Karolínou Kurkovou na obálce.
Od roku 2020 organizuje konferenci Vogue Leaders zaměřenou na podporu žen v podnikání a profesním rozvoji. Akce se zúčastnily osobnosti jako Maye Musk, Suzy Menkes či Zuzana Čaputová. V roce 2024 zahájila projekt Most Influential Women, který se věnuje oceňování ženských úspěchů a leadershipu.
Dlouhodobě se věnuje spolupráci s UNICEF a BeCharity, zapojuje se do jejich projektů, například prostřednictvím aukcí uměleckých panenek zaměřených na podporu zdraví a vzdělání dětí.

## Osobní život
Je matkou dvou dcer. Svůj profesní i osobní život rozděluje mezi Prahu a New York. Hovoří plynně slovensky, česky a anglicky.